# Anatolij Dmitrovics Konykov
Anatolij Dmitrovics Konykov, ukránul: Анатолій Дмитрович Коньков (Krasznij Lucs, 1949. szeptember 19. – 2024. október 4.) olimpiai bronzérmes szovjet válogatott ukrán labdarúgó, edző, az ukrán labdarúgó-szövetség elnöke (2012–2015).

## Sikerei, díjai
- Gyinamo Kijev :
  - Szovjet labdarúgó-bajnokság bajnok: 1975, 1977, 1980, 1981
  - Szovjet labdarúgókupa győztes: 1978
  - Kupagyőztesek Európa-kupája győztes: 1974–75
  - UEFA-szuperkupa győztes: 1975
- Szovjetunió :
  - Európa-bajnokság ezüstérmes: 1972
  - Olimpiai játékok bronzérmes: 1976